# Leuhob
Leuhob is een bestuurslaag in het regentschap Pidie van de provincie Atjeh, Indonesië. Leuhob telt 258 inwoners (volkstelling 2010).